# لغة بيرتي
بيرتي هي لغة صحراوية منقرضة كانت تُستخدم مناطق جبال تاجوب ودارفور وكردفان. هاجر المتحدثون بلغة البرتي إلى هذه المناطق بصحبة مجموعات أخرى تتحدث لغات نبيلة صحراوية، مثل المساليت والداجو المزارعون. استقرت هذه المجموعات في منطقتين منفصلتين: الأولى شمال الفاشر، بينما توجهت الأخرى شرقًا لتستقر في شرق دارفور وغرب كردفان في القرن التاسع عشر. ويبدو أن المجموعتين لم تشتركا في هوية موحدة؛ إذ تميزت المجموعة الغربية بنشاطها في زراعة الصمغ العربي. أصبحت اللغة العربية السائدة في مناظق لغة البيرتي بحلول التسعينيات.